# 特許情報プラットフォーム
特許情報プラットフォーム（とっきょじょうほうプラットフォーム、英: Japan Platform for Patent Information）は、独立行政法人工業所有権情報・研修館（INPIT）が運営する特許、実用新案、意匠及び商標等の産業財産権関連の工業所有権公報等を無料で検索・照会可能なデータベースである。略称は、J-PlatPat（ジェイプラットパット）。

## 概説
従来の特許電子図書館（IPDL）に代わり、2015年（平成27年）3月23日にサービスが開始された。IPDLと比較すると、以下の特長を備えている。
- 検索サービスの機能の充実
- lpユーザーインターフェースの刷新
- 外部サービスとの連携
- 「色彩」や「音」等の新しいタイプの商標への対応
- 特許公報等の情報の一括ダウンロードサービス（民間情報提供サービス事業者向け）

## 沿革
- 2015年（平成27年）3月23日 - 特許情報プラットフォームがサービス開始。
- 2016年（平成28年）
  - 7月25日 - 各国の出願・審査関連情報を照会するワン・ポータル・ドシエ（OPD）機能等を追加[2]。
  - 12月26日 - 特許情報固定アドレスサービスの試行開始[3]。
- 2017年（平成29年）3月9日 - 外部からの攻撃を検知したため、緊急措置として全サービスを停止[4]。攻撃は、J-PlatPatのシステムが利用しているApache Struts2の脆弱性をつくものであった。J-PlatPatはセキュリティ対策を講じた上で、9日後の3月17日までにサービスを再開した[5]。
- 2019年（令和元年）5月7日 - 機能改善が行われ、コンテンツの改善（審査経過情報の更新タイムラグの改善、経過情報内容の充実、中国と韓国の特許・実用新案公報の検索、権利消滅後の商標の検索）機能の改善（特許・実用新案・意匠・商標（四法）の横断的な検索、検索結果超過時の結果表示、検索結果の項目別並べ替え、検索結果のcsv出力、複数の文献照会、検索式の再利用、機械翻訳、その他）インターフェース（画面表示）の改善（検索UI並びにメニューの整理）といったシステムの充実化が図られた[6]。移行直後は文献表示等において応答遅延等を生じ多くのユーザーに影響した[7]。

## 関連するサービス
特許庁及び工業所有権情報・研修館は、J-PlatPatの他にも以下の産業財産権関連のデータベースを提供している。
- 中韓文献翻訳・検索システム - 特許庁による中国および韓国の特許文献の翻訳・検索サービス。2014年11月13日に試行版、2015年1月5日に本格版の提供を開始[8]。2019年（令和元年）5月7日の機能改善に伴いJ-PlatPatへサービス移管された。
- FOPISER（フォピサー） - 特許庁による外国特許情報の照会サービス。2015年8月7日にサービス開始[9]。2019年（令和元年）5月7日の機能改善に伴いJ-PlatPatへサービス移管された。
- 画像意匠公報検索支援ツール（Graphic Image Park） - INPITによるイメージマッチング技術を利用した意匠公報の検索サービス。2015年10月1日にサービス開始[10]。